# Linaria demawendica
Linaria demawendica är en grobladsväxtart som beskrevs av Joseph Friedrich Nicolaus Bornmüller. Linaria demawendica ingår i släktet sporrar, och familjen grobladsväxter. Inga underarter finns listade i Catalogue of Life.